# Siksundsön
Siksundsön is een Zweeds schiereiland. Gezien het achtervoegsel -ön is het in vroeger tijden een eiland binnen de Kalix-archipel geweest. Door de postglaciale opheffing is het vastgegroeid aan het Zweedse vasteland. Tussen Siksundsön en het vasteland lag nog het eiland Granholmen, dat dus nu ook een schiereiland is. Is Siksundsön vastgegroeid aan het vasteland; eilandjes rondom Siksundsön groeiden vast aan dat eiland. Lillgranholmen, Mörholmen, Inre Västantillgrunden, Notören, Haravikgrunden en Lillön zijn inmiddels door Siksundsön opgeslokt.
Siksundsön komt meer dan 20 meter boven de zeespiegel uit met haar 28-meter hoge heuvel Siksundsöberget. Verspreid over het schiereiland liggen enkele meren waarvan Fräkern het grootst is. Het schiereiland is grotendeels onbewoond en onbebouwd.